# تازش بزرگ
تازش بزرگ (به انگلیسی: The Great Raid) نام فیلمی در ژانر جنگی محصول سال ۲۰۰۵ میلادی است. کارگردان فیلم جان دال است و بنجامین برت، جیمز فرانکو، کانی نیلسن و مارتون چوکاش در آن به ایفای نقش پرداخته‌اند. فیلم که بر اساس کتاب تازش به کاباناتوان نوشته شده روایت‌گر نبرد چریک‌های فیلیپینی و سربازان آمریکایی در جزیره لوزون فیلیپین با نیروهای امپراتوری ژاپن در خلال جنگ جهانی دوم و برای آزادی اسرای آمریکایی از اردوگاهی در این جزیره است.